# Петият слон
„Петият слон“ е книга от поредицата за Светът на Диска на британския писател Тери Пратчет. Заглавието ѝ е пародия на заглавието на филма „Петият елемент“ (англ. The Fifth Element – The Fifth Elephant).

## Сюжет
Светът на Диска, за разлика от другите светове, всъщност е диск. Той плува през космоса, поставен на гърбовете на четири слона, които стоят на гърба на гигантската костенурка А'Туин.
Само че слоновете са четири сега. А се носят предания, че някога са били пет. И че с петия се е случило нещо…